# Seznam vítězů Irské fotbalové ligy

## Vítězové jednotlivých ročníků
Seznam vítězů irské fotbalové ligy uvádí mužstva, která se v jednotlivých ročnících irské fotbalové ligy umístila na prvních třech místech.
| FAI Premier Division (1921 – 2020) |                              |                          |                          |
| Ročník                             | Mistr                        | 2. místo                 | 3. místo                 |
| 1921 – 1922                        | St. James's Gate FC (1)      | Bohemian FC              | Shelbourne FC            |
| 1922 – 1923                        | Shamrock Rovers FC (1)       | Shelbourne FC            | Bohemian FC              |
| 1923 – 1924                        | Bohemian FC (1)              | Shelbourne FC            | Jacobs FC                |
| 1924 – 1925                        | Shamrock Rovers FC (2)       | Bohemian FC              | Shelbourne FC            |
| 1925 – 1926                        | Shelbourne FC (1)            | Shamrock Rovers FC       | Fordsons FC              |
| 1926 – 1927                        | Shamrock Rovers FC (3)       | Shelbourne FC            | Bohemian FC              |
| 1927 – 1928                        | Bohemian FC (2)              | Shelbourne FC            | Shamrock Rovers FC       |
| 1928 – 1929                        | Shelbourne FC (2)            | Bohemian FC              | Shamrock Rovers FC       |
| 1929 – 1930                        | Bohemian FC (3)              | Shelbourne FC            | Shamrock Rovers FC       |
| 1930 – 1931                        | Shelbourne FC (3)            | Dundalk FC               | Bohemian FC              |
| 1931 – 1932                        | Shamrock Rovers FC (4)       | Cork FC                  | Waterford United FC      |
| 1932 – 1933                        | Dundalk FC (1)               | Shamrock Rovers FC       | Shelbourne FC            |
| 1933 – 1934                        | Bohemian FC (4)              | Cork FC                  | Shamrock Rovers FC       |
| 1934 – 1935                        | Dolphin FC (1)               | St. James's Gate FC      | Sligo Rovers FC          |
| 1935 – 1936                        | Bohemian FC (5)              | Dolphin FC               | Cork FC                  |
| 1936 – 1937                        | Sligo Rovers FC (1)          | Waterford United FC      | Dundalk FC               |
| 1937 – 1938                        | Shamrock Rovers FC (5)       | Waterford United FC      | Dundalk FC               |
| 1938 – 1939                        | Shamrock Rovers FC (6)       | Sligo Rovers FC          | Dundalk FC               |
| 1939 – 1940                        | St. James's Gate FC (2)      | Shamrock Rovers FC       | Sligo Rovers FC          |
| 1940 – 1941                        | Cork United FC (1)           | Waterford United FC      | Bohemian FC              |
| 1941 – 1942                        | Cork United FC (2)           | Shamrock Rovers FC       | Shelbourne FC            |
| 1942 – 1943                        | Cork United FC (3)           | Dundalk FC               | Drumcondra FC            |
| 1943 – 1944                        | Shelbourne FC (4)            | Limerick FC              | Shamrock Rovers FC       |
| 1944 – 1945                        | Cork United FC (4)           | Limerick FC              | Shamrock Rovers FC       |
| 1945 – 1946                        | Cork United FC (5)           | Drumcondra FC            | Waterford United FC      |
| 1946 – 1947                        | Shelbourne FC (5)            | Drumcondra FC            | Shamrock Rovers FC       |
| 1947 – 1948                        | Drumcondra FC (1)            | Dundalk FC               | Shelbourne FC            |
| 1948 – 1949                        | Drumcondra FC (2)            | Shelbourne FC            | Dundalk FC               |
| 1949 – 1950                        | Cork Athletic FC (1)         | Drumcondra FC            | Shelbourne FC            |
| 1950 – 1951                        | Cork Athletic FC (2)         | Sligo Rovers FC          | Drumcondra FC            |
| 1951 – 1952                        | St Patrick's Athletic FC (1) | Shelbourne FC            | Shamrock Rovers FC       |
| 1952 – 1953                        | Shelbourne FC (6)            | Drumcondra FC            | Shamrock Rovers FC       |
| 1953 – 1954                        | Shamrock Rovers FC (7)       | Evergreen United FC      | Drumcondra FC            |
| 1954 – 1955                        | St Patrick's Athletic FC (2) | Waterford United FC      | Shamrock Rovers FC       |
| 1955 – 1956                        | St Patrick's Athletic FC (3) | Shamrock Rovers FC       | Waterford United FC      |
| 1956 – 1957                        | Shamrock Rovers FC (8)       | Drumcondra FC            | Sligo Rovers FC          |
| 1957 – 1958                        | Drumcondra FC (3)            | Shamrock Rovers FC       | Evergreen United FC      |
| 1958 – 1959                        | Shamrock Rovers FC (9)       | Evergreen United FC      | Waterford United FC      |
| 1959 – 1960                        | Limerick FC (1)              | Cork Celtic FC           | Shelbourne FC            |
| 1960 – 1961                        | Drumcondra FC (4)            | St Patrick's Athletic FC | Waterford United FC      |
| 1961 – 1962                        | Shelbourne FC (7)            | Cork Celtic FC           | Shamrock Rovers FC       |
| 1962 – 1963                        | Dundalk FC (2)               | Waterford United FC      | Drumcondra FC            |
| 1963 – 1964                        | Shamrock Rovers FC (10)      | Dundalk FC               | Limerick FC              |
| 1964 – 1965                        | Drumcondra FC (5)            | Shamrock Rovers FC       | Bohemian FC              |
| 1965 – 1966                        | Waterford United FC (1)      | Shamrock Rovers FC       | Bohemian FC              |
| 1966 – 1967                        | Dundalk FC (3)               | Bohemian FC              | Sligo Rovers FC          |
| 1967 – 1968                        | Waterford United FC (2)      | Dundalk FC               | Cork Celtic FC           |
| 1968 – 1969                        | Waterford United FC (3)      | Shamrock Rovers FC       | Cork Hibernians FC       |
| 1969 – 1970                        | Waterford United FC (4)      | Shamrock Rovers FC       | Cork Hibernians FC       |
| 1970 – 1971                        | Cork Hibernians FC (1)       | Shamrock Rovers FC       | Waterford United FC      |
| 1971 – 1972                        | Waterford United FC (5)      | Cork Hibernians FC       | Bohemian FC              |
| 1972 – 1973                        | Waterford United FC (6)      | Finn Harps FC            | Bohemian FC              |
| 1973 – 1974                        | Cork Celtic FC (1)           | Bohemian FC              | Cork Hibernians FC       |
| 1974 – 1975                        | Bohemian FC (6)              | Athlone Town FC          | Finn Harps FC            |
| 1975 – 1976                        | Dundalk FC (4)               | Finn Harps FC            | Waterford United FC      |
| 1976 – 1977                        | Sligo Rovers FC (2)          | Bohemian FC              | Drogheda United          |
| 1977 – 1978                        | Bohemian FC (7)              | Finn Harps FC            | Drogheda United          |
| 1978 – 1979                        | Dundalk FC (5)               | Bohemian FC              | Drogheda United          |
| 1979 – 1980                        | Limerick United FC (2)       | Dundalk FC               | Athlone Town FC          |
| 1980 – 1981                        | Athlone Town FC (1)          | Dundalk FC               | Limerick United FC       |
| 1981 – 1982                        | Dundalk FC (6)               | Shamrock Rovers FC       | Bohemian FC              |
| 1982 – 1983                        | Athlone Town FC (2)          | Drogheda United          | Dundalk FC               |
| 1983 – 1984                        | Shamrock Rovers FC (11)      | Bohemian FC              | Athlone Town FC          |
| 1984 – 1985                        | Shamrock Rovers FC (12)      | Bohemian FC              | Athlone Town FC          |
| 1985 – 1986                        | Shamrock Rovers FC (13)      | Galway United FC         | Dundalk FC               |
| 1986 – 1987                        | Shamrock Rovers FC (14)      | Dundalk FC               | Bohemian FC              |
| 1987 – 1988                        | Dundalk FC (7)               | St Patrick's Athletic FC | Bohemian FC              |
| 1988 – 1989                        | Derry City FC (1)            | Dundalk FC               | Limerick FC              |
| 1989 – 1990                        | St Patrick's Athletic FC (4) | Derry City FC            | Dundalk FC               |
| 1990 – 1991                        | Dundalk FC (8)               | Cork City FC             | St Patrick's Athletic FC |
| 1991 – 1992                        | Shelbourne FC (8)            | Derry City FC            | Cork City FC             |
| 1992 – 1993                        | Cork City FC (1)             | Bohemian FC              | Shelbourne FC            |
| 1993 – 1994                        | Shamrock Rovers FC (15)      | Cork City FC             | Galway United FC         |
| 1994 – 1995                        | Dundalk FC (9)               | Derry City FC            | Shelbourne FC            |
| 1995 – 1996                        | St Patrick's Athletic FC (5) | Bohemian FC              | Sligo Rovers FC          |
| 1996 – 1997                        | Derry City FC (2)            | Bohemian FC              | Shelbourne FC            |
| 1997 – 1998                        | St Patrick's Athletic FC (6) | Shelbourne FC            | Cork City FC             |
| 1998 – 1999                        | St Patrick's Athletic FC (7) | Cork City FC             | Shelbourne FC            |
| 1999 – 2000                        | Shelbourne FC (9)            | Cork City FC             | Bohemian FC              |
| 2000 – 2001                        | Bohemian FC (8)              | Shelbourne FC            | Cork City FC             |
| 2001 – 2002                        | Shelbourne FC (10)           | Shamrock Rovers FC       | St Patrick's Athletic FC |
| 2002 – 2003                        | Bohemian FC (9)              | Shelbourne FC            | Shamrock Rovers FC       |
| 2003                               | Shelbourne FC (11)           | Bohemian FC              | Cork City FC             |
| 2004                               | Shelbourne FC (12)           | Cork City FC             | Bohemian FC              |
| 2005                               | Cork City FC (2)             | Derry City FC            | Shelbourne FC            |
| 2006                               | Shelbourne FC (13)           | Derry City FC            | Drogheda United          |
| 2007                               | Drogheda United (1)          | St Patrick's Athletic FC | Bohemian FC              |
| 2008                               | Bohemian FC (10)             | St Patrick's Athletic FC | Derry City FC            |
| 2009                               | Bohemian FC (11)             | Shamrock Rovers FC       | Cork City FC             |
| 2010                               | Shamrock Rovers FC (16)      | Bohemian FC              | Sligo Rovers FC          |
| 2011                               | Shamrock Rovers FC (17)      | Sligo Rovers FC          | Derry City FC            |
| 2012                               | Sligo Rovers FC (3)          | Drogheda United          | St Patrick's Athletic FC |
| 2013                               | St Patrick's Athletic FC (8) | Dundalk FC               | Sligo Rovers FC          |
| 2014                               | Dundalk FC (10)              | Cork City FC             | St Patrick's Athletic FC |
| 2015                               | Dundalk FC (11)              | Cork City FC             | Shamrock Rovers FC       |
| 2016                               | Dundalk FC (12)              | Cork City FC             | Derry City FC            |
| 2017                               | Cork City FC (3)             | Dundalk FC               | Shamrock Rovers          |
| 2018                               | Dundalk FC (13)              | Cork City FC             | Shamrock Rovers          |
| 2019                               | Dundalk FC (14)              | Shamrock Rovers          | Bohemians Dublin         |
| 2020                               | Shamrock Rovers FC (18)      | Bohemian FC              | Dundalk FC               |
| 2021                               | Shamrock Rovers FC (19)      | St Patrick's Athletic FC | Sligo Rovers FC          |
| 2022                               | Shamrock Rovers FC (20)      | Dundalk FC               | Derry City FC            |
| 2023                               |                              |                          |                          |